# Wohn- und Wirtschaftsgebäude Heidestraße 35
Das Wohn- und Wirtschaftsgebäude Heidestraße 35 in Bassum-Neubruchhausen, 8 km östlich vom Kernort Bassum entfernt, wurde im 19. Jahrhundert gebaut. Es wird heute als Wohnhaus genutzt.
Das Gebäude ist ein Baudenkmal in Bassum.

## Geschichte
Das kleinere Hallenhaus in Fachwerk mit Steinausfachungen, Krüppelwalmdach und Inschrift im Giebelbalken über der Grooten Door wurde 1842 gebaut.
Zum Anwesen gehört ein weiteres Nebengebäude.